# Brachythecium duemmeri
Brachythecium duemmeri är en bladmossart som beskrevs av Hugh Neville Dixon 1922. Brachythecium duemmeri ingår i släktet gräsmossor, och familjen Brachytheciaceae. Inga underarter finns listade i Catalogue of Life.